# Hermann Møller Boye
Hermann Møller Boye (5. juli 1913 i Marstal – 12. juni 1944 i Ryvangen) var en dansk modstandsmand.
Han var søn af skibsfører Hermann Møller Boye og hustru Maren født Rasmussen. Boye gik i Græsvænget Skole ved Marstal og tog mellemskoleeksamen i samme by. Han blev uddannet lærer fra Nørre Nissum Seminarium i 1935. Han var indtil sin arrestation kommunelærer ved Sankt Jørgens Skole i Sønderborg.
Han kom ind i modstandsbevægelsen gennem en kollega, der senere angav ham, og deltog i en sabotagegruppe, som også havde Anker Hansen og Karl Marius Laursen som medlemmer. Sammen med disse foretog Boye en aktion mod et snedkerværksted i Sønderborg og aktionen mod skrædderfirmaet "John" i Jernbanegade, der leverede uniformer til tyskerne. Efter denne aktion planlagde gruppen sabotage mod et autofirma i Sønderborg og våbenran fra en politibil. Disse aktioner blev aldrig til noget, da Hermann Møller Boye, Anker Hansen og Karl Marius Laursen blev stukket.
Den 28. februar 1944 blev Boye anholdt af Gestapo sammen med lærer Borgaa, i hvis lejlighed han opholdt sig. De blev begge ført til Staldgården i Kolding, hvorfra Borgaa blev frigivet. Den 13. april 1944 blev Boye overført til Vestre Fængsel og fra den 9. juni stillet for en tysk krigsret og dømt til døden som led i tysk gengældelse for dansk sabotage af Svendborg Skibsværft den 10. juni samme år.
I Vestre Fængsel skrev Boye bl.a. et afskedsbrev.

## Efter hans død
Efter befrielsen blev hans jordiske rester i Ryvangen opgravet og ført til Retsmedicinsk Institut, og blev 29. august 1945 genbegravet i Mindelunden i Ryvangen. Hans sten der bærer følgende inskription, som er et citat fra de Apokryfe skrifter Siraks Bog 4,28.
KÆMP FOR
SANDHEDEN
INDTIL DØDEN
OG GUD HERREN
SKAL STRIDE FOR DIG
Der er opsat en mindeplade på Sankt Jørgens Skole, Nr. Nissum Seminarium og Skamlingsbanken.